# گراهام کینگ
گراهام کینگ OBE (انگلیسی: Graham King) تهیه‌کننده فیلم انگلیسی است. او چهار بار برای تهیه‌کنندگی هوانورد (۲۰۰۴)، هوگو (۲۰۱۱)، بوهمین راپسودی (۲۰۱۸) و رفتگان (۲۰۰۶) نامزد جایزه اسکار بهترین فیلم شده که برای عنوان آخر این جایزه را دریافت کرد.

## فیلم‌شناسی
- دکتر تی و زنان (۲۰۰۰) (دستیار تهیه‌کننده)
- قاچاق (۲۰۰۰) (مدیر اجرایی)
- علی (۲۰۰۱) (مدیر اجرایی)
- زندگی‌های خطرناک پسران آلتر (۲۰۰۲) (مدیر اجرایی)
- Desert Saints (۲۰۰۲) (مدیر اجرایی)
- دار و دسته‌های نیویورکی (۲۰۰۲) (دستیار مدیر اجرایی)
- هوانورد (۲۰۰۴) (تهیه‌کننده)
- Traffic (۲۰۰۴) (مدیر اجرایی)
- تصنیف جک و رز (۲۰۰۵) (مدیر اجرایی)
- یک زندگی ناتمام (۲۰۰۵) (مدیر اجرایی)
- رفتگان (۲۰۰۶) (تهیه‌کننده)
- الماس خونین (۲۰۰۶) (تهیه‌کننده)
- First Born (۲۰۰۷) (مدیر اجرایی)
- آینده (۲۰۰۷) (تهیه‌کننده)
- باغبان عدن (۲۰۰۷) (مدیر اجرایی)
- ویکتوریای جوان (۲۰۰۹) (تهیه‌کننده)
- لبه تاریکی (۲۰۱۰) (تهیه‌کننده)
- London Boulevard (۲۰۱۰) (تهیه‌کننده)
- شهر (۲۰۱۰) (تهیه‌کننده)
- توریست (۲۰۱۰) (تهیه‌کننده)
- کملوت (۲۰۱۱) (مدیر اجرایی)
- رنگو (۲۰۱۱) (تهیه‌کننده)
- خاطرات عجیب و غریب (۲۰۱۱) (تهیه‌کننده)
- هوگو (۲۰۱۱) (تهیه‌کننده)
- در سرزمین خون و عسل (۲۰۱۱) (تهیه‌کننده)
- سایه‌های سیاه (۲۰۱۲) (تهیه‌کننده)
- آرگو (۲۰۱۲) (مدیر اجرایی)
- جنگ جهانی زد (۲۰۱۳) (مدیر اجرایی)
- پسران نیوجرسی (۲۰۱۴) (تهیه‌کننده)
- موج پنجم (۲۰۱۶)
- متفقین (۲۰۱۶)
- مهاجم مقبره (۲۰۱۸)
- دلیریوم (۲۰۱۸)
- بوهمین راپسودی (۲۰۱۸)
- نابخشودنی (۲۰۲۱)
- مایکل (۲۰۲۵)